# Lijst van nummer 1-hits in Ierland in 2004
Deze hits stonden in 2004 op nummer 1 in de Ierse Single Top 100, de bekendste hitlijst in Ierland.
| Datum        | Artiest                     | Titel                           |
| ------------ | --------------------------- | ------------------------------- |
| 1 januari    | Will Young                  | Leave Right Now                 |
| 8 januari    | Will Young                  | Leave Right Now                 |
| 15 januari   | Will Young                  | Leave Right Now                 |
| 22 januari   | Will Young                  | Leave Right Now                 |
| 29 januari   | Kelis                       | Milkshake                       |
| 5 februari   | Kelis                       | Milkshake                       |
| 12 februari  | Kelis                       | Milkshake                       |
| 19 februari  | Kelis                       | Milkshake                       |
| 26 februari  | Kelis                       | Milkshake                       |
| 4 maart      | Britney Spears              | Toxic                           |
| 11 maart     | Britney Spears              | Toxic                           |
| 18 maart     | Britney Spears              | Toxic                           |
| 25 maart     | Britney Spears              | Toxic                           |
| 1 april      | Usher, Lil Jon & Ludacris   | Yeah!                           |
| 8 april      | Usher, Lil Jon & Ludacris   | Yeah!                           |
| 15 april     | Eamon                       | Fuck It (I Don't Want You Back) |
| 22 april     | Eamon                       | Fuck It (I Don't Want You Back) |
| 29 april     | Chris Doran                 | If My World Stopped Turning     |
| 6 mei        | Chris Doran                 | If My World Stopped Turning     |
| 13 mei       | Eamon                       | Fuck It (I Don't Want You Back) |
| 20 mei       | Tim O'Riordan & Natural Gas | The Langer                      |
| 27 mei       | Tim O'Riordan & Natural Gas | The Langer                      |
| 3 juni       | Tim O'Riordan & Natural Gas | The Langer                      |
| 10 juni      | Tim O'Riordan & Natural Gas | The Langer                      |
| 17 juni      | Britney Spears              | Everytime                       |
| 24 juni      | Britney Spears              | Everytime                       |
| 1 juli       | Britney Spears              | Everytime                       |
| 8 juli       | Britney Spears              | Everytime                       |
| 15 juli      | Britney Spears              | Everytime                       |
| 22 juli      | The Streets                 | Dry Your Eyes                   |
| 29 juli      | The Streets                 | Dry Your Eyes                   |
| 5 augustus   | The Streets                 | Dry Your Eyes                   |
| 12 augustus  | O-Zone                      | Dragostea din tei               |
| 19 augustus  | Natasha Bedingfield         | These Words                     |
| 26 augustus  | Natasha Bedingfield         | These Words                     |
| 2 september  | Natasha Bedingfield         | These Words                     |
| 9 september  | Brian McFadden              | Real to Me                      |
| 16 september | Brian McFadden              | Real to Me                      |
| 23 september | Brian McFadden              | Real to Me                      |
| 30 september | Brian McFadden              | Real to Me                      |
| 7 oktober    | Eric Prydz                  | Call on Me                      |
| 14 oktober   | Eric Prydz                  | Call on me                      |
| 21 oktober   | Eric Prydz                  | Call on me                      |
| 28 oktober   | Eric Prydz                  | Call on me                      |
| 4 november   | Britney Spears              | My Prerogative                  |
| 11 november  | U2                          | Vertigo                         |
| 18 november  | Destiny's Child             | Lose My Breath                  |
| 25 november  | Destiny's Child             | Lose My Breath                  |
| 2 december   | Band Aid 20                 | Do They Know It's Christmas?    |
| 9 december   | Band Aid 20                 | Do They Know It's Christmas?    |
| 16 december  | Band Aid 20                 | Do They Know It's Christmas?    |
| 23 december  | Band Aid 20                 | Do They Know It's Christmas?    |
| 30 december  | Band Aid 20                 | Do They Know It's Christmas?    |